# A México
A México is een studioalbum van de Spaanse zanger Julio Iglesias dat in 1975 werd uitgebracht onder het platenlabel Alhambra.

## Nummers
| Nr. | Titel                 | Duur |
| --- | --------------------- | ---- |
| 1.  | Cucurrucucú paloma    | 3:28 |
| 2.  | No me amenaces        | 3:12 |
| 3.  | Ella                  | 3:24 |
| 4.  | Cuando vivas conmigo  | 2:37 |
| 5.  | Noche de ronda        | 3:58 |
| 6.  | Solamente Una Vez     | 3:37 |
| 7.  | Amanecí en tus brazos | 3:19 |
| 8.  | Corazón, corazón      | 3:44 |
| 9.  | De un mundo raro      | 3:12 |
| 10. | María Bonita          | 3:00 |